# Christlieb Ehregott Gellert
Christlieb Ehregott Gellert est un chimiste et naturaliste allemand, né le 11 août 1713 à Haynichen (Hainichen), près de Freyberg (Freiberg), en Saxe et mort le 18 mai 1795. Il est le frère de Christian Fürchtegott Gellert.

## Biographie
Après avoir fait ses premières études à Meissen, il les acheva à l’université de Leipzig, et passa ensuite en Russie, où il fut professeur, puis adjoint à l’Académie de Pétersbourg. La société d’Euler lui inspira le goût de la physique et de la chimie. Revenu en Allemagne en 1747, il donna à Freyberg des leçons de minéralogie qui furent très-suivies. Dès lors sa carrière fut brillante. Nommé, en 1753, conseiller aux mines et ensuite professeur de métallurgie à Freyberg, il devint administrateur des mines et des fonderies de cette ville en 1762. 
Initié par Euler à la connaissance des sciences physique et chimique, Gellert est le premier qui en ait fait une application vraiment féconde à l’exploitation des métaux. On lui doit, entre autres progrès, l’extraction à froid des minerais par l’amalgame avec le mercure. 

## Œuvres
On a de lui : 
- Éléments de chimie métallurgique considérée sous le rapport de la théorie et de la pratique (Leipzig, 1750, in-8°) ;
- Éléments de docimasie ou tome II de la Chimie métallurgique pratique (Leipzig, 1755, in-8°), ouvrage traduit en français par le baron d’Holbach (Paris, 1758, 2 vol. in-8°).

On lui doit en outre une traduction allemande de la Docimasie de Cramer(1766, in-8°).